# Turska gora
Il Turska gora (lett. "Monte Turska") con 2.251 m s.l.m. è una cima delle Alpi di Kamnik e della Savinja della sezione Alpi di Carinzia e di Slovenia, si trova all'interno della valle di Logar.

## Storia
Miha Kos e Miha Uršič furoni i primi a scalare il monte nel 1893.